# Municipio de Malmo
El municipio de Malmo (en inglés: Malmo Township) es un municipio ubicado en el condado de Aitkin en el estado estadounidense de Minnesota. En el año 2010 tenía una población de 337 habitantes y una densidad poblacional de 3,64 personas por km².

## Geografía
El municipio de Malmo se encuentra ubicado en las coordenadas 46°22′12″N 93°30′17″O / 46.37000, -93.50472. Según la Oficina del Censo de los Estados Unidos, el municipio tiene una superficie total de 92.5 km², de la cual 85,39 km² corresponden a tierra firme y (7,68 %) 7,11 km² es agua.

## Demografía
Según el censo de 2010, había 337 personas residiendo en el municipio de Malmo. La densidad de población era de 3,64 hab./km². De los 337 habitantes, el municipio de Malmo estaba compuesto por el 98,81 % blancos, el 0,3 % eran amerindios, el 0,3 % eran asiáticos, el 0,3 % eran isleños del Pacífico y el 0,3 % eran de una mezcla de razas. Del total de la población el 0,59 % eran hispanos o latinos de cualquier raza.